# Ruiziella
Ruiziella är ett släkte av tvåvingar. Ruiziella ingår i familjen parasitflugor.
Kladogram enligt Catalogue of Life:
| Ruiziella | \| \| Ruiziella frontosa \| \| \| \| \| \| Ruiziella luctuosa \| \| \| \| |
|           | \| \| Ruiziella frontosa \| \| \| \| \| \| Ruiziella luctuosa \| \| \| \| |
|           | Ruiziella frontosa                                                        |
|           |                                                                           |
|           | Ruiziella luctuosa                                                        |
|           |                                                                           |